# Teofilo Erotico
Teofilo Erotico (in greco Θεόφιλος Ἐρωτικός?; fl. XI secolo) è stato un generale bizantino dell'XI secolo, governatore in Serbia e a Cipro, dove guidò una ribellione di breve durata nel 1042.

## Biografia

### Rivota serba
Intorno al 1034, secondo Giovanni Scilitze, i Serbi abbandonarono il dominio bizantino; Stefano Vojislav, un signore serbo che controllava Zeta e Ston, organizzò una rivolta mentre i Bizantini organizzavano la successione al trono. Vojislav fu sconfitto e imprigionato a Costantinopoli, e i suoi possedimenti furono ripristinati sotto il controllo di Erotico, che aveva il titolo di "stratego di Serbia". Vojislav riuscì comunque a sfuggire alla prigionia nella capitale bizantina e organizzò un'altra rivolta alla fine del 1037 o all'inizio del 1038, prendendo di mira i signori serbi filo-bizantini delle regioni limitrofe della Doclea: Travunia e Zaclumia. Vojislav riuscì ad estromettere Erotico e si proclamò "Principe dei Serbi".

### Cipro
Erotico fu comunque nominato governatore di Cipro e nel 1042, alla morte di Michele V e con la conseguente instabilità del governo imperiale, decise di approfittare della situazione: incitò la popolazione locale alla rivolta, soprattutto contro il krites locale (alto funzionario fiscale e giudiziario), che fu accusato di eccessiva tassazione e ucciso dai ribelli. Il nuovo imperatore, Costantino IX Monomaco, inviò una flotta al comando di Costantino Chage, che represse rapidamente la ribellione e arrestò Erotico. Il ribelle fu portato a Costantinopoli, dove fu fatto sfilare a cavallo nell'Ippodromo vestito con abiti femminili. Dopo questa umiliazione pubblica, i suoi beni e la sua patrimonio furono confiscati, ma Erotico stesso fu liberato.